# Çatalkaya, Yayladere
Çatalkaya là một xã thuộc huyện Yayladere, tỉnh Bingöl, Thổ Nhĩ Kỳ. Dân số thời điểm năm 2010 là 9 người.